# Istorija vegetarijanstva
Neproverena saznanja o vegetarijanstvu sežu u daleku ljudsku prošlost. Prema tvrdnjama nekih naučnika, homoidni preci ljudi su 24 miliona godina proveli kao vegetarijanci, sve do ledenog doba, kada je čovek, da bi preživeo, počeo jesti životinje, jer je sve ostalo bilo prekriveno ledom. Takođe, prema navodima iz Starog zaveta, Adam i Eva su se u rajskom vrtu hranili voćem: “Gospod, Bog, dade čoveku ovu zapovest: jedi slobodno sa svakog drveta u vrtu; ali s drveta poznanja dobra i zla ne jedi…”
Ipak, pouzdana saznanja o vegetarijanskoj ishrani datiraju unazad nekoliko hiljada godina u Indiju, gde je vegetarijanstvo bilo i ostalo uobičajeno, kao spiritualna praksa, poznata kao ahimsa (nenasilje). U Evropi, grčki filozof Pitagora koji je živeo krajem 6. veka p.n.e je bio veliki pobornik vegetarijanstva. Pitagorejska ishrana je poznata kao ona u kojoj se ne jede meso ubijenih životinja, te se ova etika širila nadalje između 490 i 430. p. n. e. Cilj joj je bio stvoriti univerzalne zakone po kojima se ne bi smela ubijati živa bića niti jesti njihovo meso.
Vegetarijanstvo su početkom naše ere zagovarali eseni, za koje mnogi smatraju da su preteča hrišćanstva, kao i manihejci koje su hrišćani progonili proglasivši ih jereticima.
Tokom srednjeg veka, u Evropi je među vlastelom, česta i svakodnevna konzumacija mesa, pored odlaska u lov, bila simbol bogatstva i moći. Ipak, postojali su mnogi hrišćanski redovi koji ga nisu jeli. Na balkanskim prostorima je vegetarijanska ishrana bila veoma rasprostranjena, zahvaljujući bogumilima koji nisu jeli meso, jaja i mlečne proizvode.
17. vek je bio vreme novih ideja, posebno u Velikoj Britaniji, gde vegetarijanstvo dobija zamah. O vegetarijanstvu se počinje masovno raspravljati kroz prizmu etike duha i zdravlja tela.
U 18. veku već su poznate sve prednosti bezmesne ishrane koje se i danas navode, što je utrlo put širenju vegetarijanstva u sve zemlje i među sve slojeve ljudi. Žitarice i povrće postaju dostupni skoro svakom čoveku, a pisac i stručnjak za ishranu tog doba, dr. Wiliam Lambe uvodi modernu metodu lečenja svojih pacijenata od raka prepisujući im bezmesnu dijetu.
1847. pitagorejska ishrana promenila je naziv i postala poznata kao vegetarijanska, na sastanku u engleskom primorskom gradu Ramsgejtu. Na tom je sastanku osnovano Vegetarijansko društvo (Vegetarian Society) koje je dobilo ime od latinske reči vegetus – živ. Ogranci društva su ubrzo osnovani i u Mančesteru i Londonu, a ono i dan danas deluje. Bez obzira na brojne predrasude i marginalizaciju vegetarijanstva, broj članova Vegetarijanskog društva ipak je rastao, te je 1880-ih prešao brojku od 2000, dok je u to vreme bilo čak 52 vegetarijanska restorana u Engleskoj. 1889. godine i Mahatma Gandi je postao član Vegetarijanskog društva. Odonda, svakodnevno raste broj vegetarijanaca i vegetarijanskih udruženja širom sveta.
Rastafarijanci, adventisti sedmog dana i afrički izraeliti takođe praktikuju vegetarijanstvo. U SAD se danas oko 3% stanovništva izjašnjava kao vegetarijanci, s tendencijom porasta tog broja. Vegetarijanska ishrana se sve više upražnjava među širokim slojevima stanovništva i svuda niču popularne prodavnice zdrave hrane.

## Literatura
- Fleming, R (2001). „The New Wealth, the New Rich and the New Political Style in Late Anglo-Saxon England (The Allen Brown Memorial Lecture).”. Anglo-Norman Studies. 23: 1—22..
- William of Malmesbury, Vita S. Dunstani, ed. M. Winterbottom and R.M. Thomson, William of Malmesbury, Saints’ Lives. Lives of SS. Wulfstan, Dunstan, Patrick, Benignus and Indract. Oxford, 2002.
- Spencer, Colin (1993). The Heretics Feast, A History of Vegetarianism. London. ISBN 978-1-85702-250-6.. Fourth Estate.
- Tristram Stuart (2007). The Bloodless Revolution: A Cultural History of Vegetarianism From 1600 to Modern Times. New York: Norton. ISBN 978-0-393-05220-6.
- Gregory, James (2007). Of Victorians and Vegetarians. The Vegetarian Movement in Nineteenth-century Britain. London. ISBN 978-1-84511-379-7.
- O'Connell, Anne (2008). Early Vegetarian Recipes. Devon: Prospect Books. ISBN 978-1-903018-58-3.